# ألينا ييف
ألينا ييف هي ممثلة ومخرجة إسرائيلية ولدت في 30 نوفمبر 1979.

## روابط خارجية
- ألينا ييف على موقع IMDb (الإنجليزية)
- ألينا ييف على موقع كينوبويسك (الروسية)